# Titiotus tahoe
Titiotus tahoe is een spinnensoort uit de familie Tengellidae. De soort komt voor in de Verenigde Staten.